# 日本労働組合総連合会山梨県連合会
日本労働組合総連合会山梨県連合会（にっぽんろうどうくみあいそうれんごうかいやまなしけんれんごうかい、略称：連合山梨（れんごうやまなし）、英語: Yamanashi Local of Japanese Trade Union Confedration）は、日本労働組合総連合会（連合）の地方連合会であり、山梨県甲府市に所在している。

## 概要
連合山梨の組合員総数は30,998人で28の産別組織からなり、155の単組によって構成されている。

山梨県最大のナショナルセンターとして、県内3ヵ所の地域協議会を拠点に県や市町村への積極的な政策提言を行い、働く者全体の利益のための活動を展開している。また、組織拡大行動にも力を入れており、経営者団体との信頼関係を図りつつ県内企業において民主的な労働組合設立に努めている。

## 歴代会長
- 早川陽一朗（電力総連）1期2年：1990～1991
- 望月紀雄（自治労）2期4年：1992～1995
- 坂本初男（情報労連）2期4年：1996～1999
- 田中甲子男（電力総連）3期6年：2000～2005
- 渡辺一彦（電機連合）3期6年：2006～2011
- 神宮寺聡（自治労）1期2年：2012～2013
- 中澤晴親（情報労連）2期4年：2014～2017
- 萩原雄二（電機連合）2期4年:2018～2021
- 窪田　清（電力総連）2022〜